# 邱誠武
邱誠武，SBS，JP（1960年—），曾任運輸及房屋局前副局長以及經濟日報執行總編輯，現為香港城市大學香港持續發展研究中心國際及專業顧問兼註冊表達藝術治療師榮譽教授。

## 背景
邱誠武原籍廣東新會市禮樂鎮，早年在荃灣福來邨永嘉樓長大，就讀小學時獲父親邱門標教授螳螂拳。邱誠武於1977年畢業於荃灣聖芳濟中學，在校時是香港童軍總會新界地域荃灣第二十二旅的成員。1978年入讀香港中文大學聯合書院生化系，副修社會學。邱誠武就讀香港中文大學期間，於1981年任《中大學生報》總編輯，同年創辦《中大學生》雙週刊。畢業後曾任職香港電台新聞部及英文虎報。1989年往英國深造，獲倫敦大學倫敦政治經濟學院法律學士。邱誠武在1992年回流香港並加入經濟日報，2000年晉升至該報章的執行總編輯。他在1986年獲選香港最佳報章記者（一般新聞），並曾撰寫多本有關社會議題的著作。邱誠武曾經出任香港記者協會及香港報業評議會。邱誠武於2008年加入政府出任運輸及房屋局副局長至2017年7月1日離任。他離任後出任香港城市大學香港持續發展研究中心國際及專業顧問，其後又成為「註冊表達藝術治療師」。

## 外部連結
- 唐英年鄭汝樺 撐邱誠武稱職 （页面存档备份，存于），文匯報，2008年12月13日
- 邱誠武被指拒處理綠的罷駛，明報，2008年12月5日

| 政府职务 | 政府职务                                                                         | 政府职务      |
| -------- | -------------------------------------------------------------------------------- | ------------- |
| 首任     | 香港運輸及房屋局副局長 2012年9月15日－2017年6月30日 2008年8月15日－2012年6月30日 | 繼任： 蘇偉文 |